# Nazionale maschile di beach soccer dell'Iran
La nazionale iraniana di beach soccer (in persiano: تیم ملی فوتبال ساحلی) rappresenta l'Iran nelle competizioni internazionali di beach soccer ed è controllata dalla Federazione calcistica dell'Iran. Attualmente occupa il secondo posto nel ranking mondiale. L'Iran ha vinto l'AFC Beach Soccer Championship due volte (2013, 2017). L'Iran è anche apparso nel Campionato mondiale di beach soccer sette volte, raggiungendo i quarti di finale in tre occasioni (2013, 2015, 2017) e finendo al terzo posto due volte, nel 2017 e nel 2024.

## Lista dei commissari tecnici
- Farshad Falahatzadeh (2006)
- Marco Octávio (2007)
- Farshad Falahatzadeh (2008)
- Reza Sadeghpour (2009)
- Marco Octávio (2010)
- Behzad Dadashzadeh (2011)
- Marco Octávio (2012–2015)
- Mohammad Hossein Mirshamsi (2015–2017)
- Marco Octávio (2017–2019)
- Abbas hashempour (2019–)

## Progressi nei tornei

### Campionato mondiale
| Campionato mondiale di Beach Soccer | Campionato mondiale di Beach Soccer | Campionato mondiale di Beach Soccer | Campionato mondiale di Beach Soccer | Campionato mondiale di Beach Soccer | Campionato mondiale di Beach Soccer | Campionato mondiale di Beach Soccer | Campionato mondiale di Beach Soccer | Campionato mondiale di Beach Soccer | Campionato mondiale di Beach Soccer | Campionato mondiale di Beach Soccer |
| Anno                                | Turno                               | Pld                                 | W                                   | WE                                  | WP                                  | L                                   | GS                                  | GA                                  | Dif                                 | Pts                                 |
| ----------------------------------- | ----------------------------------- | ----------------------------------- | ----------------------------------- | ----------------------------------- | ----------------------------------- | ----------------------------------- | ----------------------------------- | ----------------------------------- | ----------------------------------- | ----------------------------------- |
| 2005                                | Non partecipante                    | Non partecipante                    | Non partecipante                    | Non partecipante                    | Non partecipante                    | Non partecipante                    | Non partecipante                    | Non partecipante                    | Non partecipante                    | Non partecipante                    |
| 2006                                | Primo turno                         | 3                                   | 0                                   | 0                                   | 0                                   | 3                                   | 10                                  | 18                                  | -8                                  | 0                                   |
| 2007                                | Primo turno                         | 3                                   | 1                                   | 0                                   | 0                                   | 2                                   | 14                                  | 14                                  | 0                                   | 3                                   |
| 2008                                | Primo turno                         | 3                                   | 0                                   | 0                                   | 0                                   | 3                                   | 8                                   | 16                                  | -8                                  | 0                                   |
| 2009                                | Non qualificata                     | Non qualificata                     | Non qualificata                     | Non qualificata                     | Non qualificata                     | Non qualificata                     | Non qualificata                     | Non qualificata                     | Non qualificata                     | Non qualificata                     |
| 2011                                | Primo turno                         | 3                                   | 0                                   | 0                                   | 0                                   | 3                                   | 13                                  | 17                                  | -4                                  | 0                                   |
| 2013                                | Quarti di finale                    | 4                                   | 1                                   | 0                                   | 0                                   | 3                                   | 13                                  | 16                                  | -3                                  | 3                                   |
| 2015                                | Quarti di finale                    | 4                                   | 2                                   | 0                                   | 0                                   | 2                                   | 16                                  | 16                                  | 0                                   | 6                                   |
| 2017                                | Terzo posto                         | 6                                   | 2                                   | 1                                   | 1                                   | 2                                   | 21                                  | 18                                  | +3                                  | 9                                   |
| 2019                                | Non qualificata                     | Non qualificata                     | Non qualificata                     | Non qualificata                     | Non qualificata                     | Non qualificata                     | Non qualificata                     | Non qualificata                     | Non qualificata                     | Non qualificata                     |
| 2021                                | Non qualificata                     | Non qualificata                     | Non qualificata                     | Non qualificata                     | Non qualificata                     | Non qualificata                     | Non qualificata                     | Non qualificata                     | Non qualificata                     | Non qualificata                     |
| 2024                                | Terzo posto                         | 6                                   | 4                                   | 0                                   | 1                                   | 1                                   | 27                                  | 17                                  | +10                                 | 7                                   |

### Beach Soccer Intercontinental Cup
| Beach Soccer Intercontinental Cup | Beach Soccer Intercontinental Cup | Beach Soccer Intercontinental Cup | Beach Soccer Intercontinental Cup | Beach Soccer Intercontinental Cup | Beach Soccer Intercontinental Cup | Beach Soccer Intercontinental Cup | Beach Soccer Intercontinental Cup | Beach Soccer Intercontinental Cup | Beach Soccer Intercontinental Cup | Beach Soccer Intercontinental Cup |
| Anno                              | Turno                             | Pld                               | W                                 | WE                                | WP                                | L                                 | GS                                | GA                                | Dif                               | Pts                               |
| --------------------------------- | --------------------------------- | --------------------------------- | --------------------------------- | --------------------------------- | --------------------------------- | --------------------------------- | --------------------------------- | --------------------------------- | --------------------------------- | --------------------------------- |
| 2011                              | Non qualificata                   | Non qualificata                   | Non qualificata                   | Non qualificata                   | Non qualificata                   | Non qualificata                   | Non qualificata                   | Non qualificata                   | Non qualificata                   | Non qualificata                   |
| 2012                              | Non qualificata                   | Non qualificata                   | Non qualificata                   | Non qualificata                   | Non qualificata                   | Non qualificata                   | Non qualificata                   | Non qualificata                   | Non qualificata                   | Non qualificata                   |
| 2013                              | Campione                          | 5                                 | 2                                 | 0                                 | 3                                 | 0                                 | 19                                | 17                                | +2                                | 9                                 |
| 2014                              | Quarto posto                      | 5                                 | 2                                 | 0                                 | 0                                 | 3                                 | 12                                | 12                                | 0                                 | 6                                 |
| 2015                              | Terzo posto                       | 5                                 | 2                                 | 0                                 | 1                                 | 2                                 | 15                                | 15                                | 0                                 | 7                                 |
| 2016                              | Secondo posto                     | 5                                 | 3                                 | 0                                 | 1                                 | 1                                 | 23                                | 18                                | +5                                | 10                                |
| 2017                              | Terzo posto                       | 5                                 | 3                                 | 0                                 | 0                                 | 2                                 | 20                                | 15                                | +5                                | 9                                 |
| 2018                              | Campione                          | 5                                 | 5                                 | 0                                 | 0                                 | 0                                 | 22                                | 8                                 | +14                               | 15                                |
| 2019                              | Campione                          | 5                                 | 3                                 | 0                                 | 2                                 | 0                                 | 22                                | 14                                | +8                                | 11                                |
| Total                             | 7/9                               | 35                                | 20                                | 0                                 | 7                                 | 8                                 | 133                               | 99                                | +34                               | 67                                |